# John Maurice Clark
John Maurice Clark (Northampton, 1884 – Westport, 1963) è stato un economista statunitense.

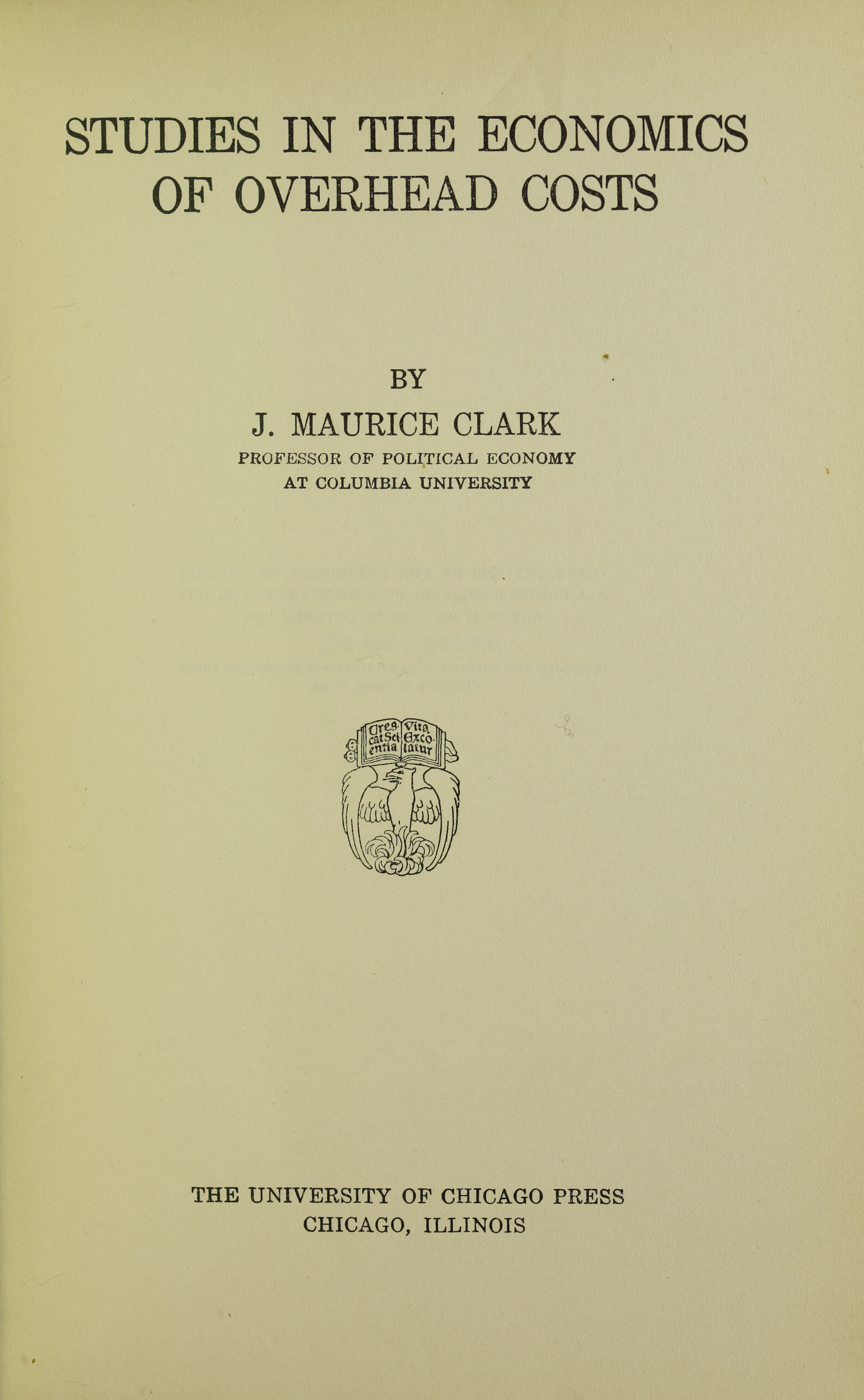
Studies in the economics of overhead costs, 1923

Figlio del più celebre John Bates Clark, è considerato il maggior esponente dell'istituzionalismo. Autore di innumerevoli saggi economici, tra cui La competizione come processo dinamico (1961), fu docente alla Columbia University dal 1926 al 1953.

## Opere
- John Maurice Clark, Studies in the economics of overhead costs, Chicago, Illinois, University Press Chicago, 1923. URL consultato il 13 luglio 2015.